# Khuen-Belasi-kastély (Berzétemonostor)
A Khuen-Belasi-kastély egy 18. századi főúri kastély Horvátországban, a Vinkovce melletti Berzétemonostor településen. 

## Fekvése
A kastély Berzétemonostor központjától nyugatra, a Križni put utcára néző parkban áll.

## Története
A kastély építése az 1720-as években kezdődött, amikor az uradalom birtokosa Gosseau d'Heneff gróf volt. Ö kápolnát és egy egyszintes, hosszúkás téglalap alaprajzú kastélyt épített ide, mely a mai nyugati szárny helyén állt. Ez a kastély 1729-ben már állt. 1741-ben a birtokot Franz von der Trenck császári katonatiszt vásárolta meg. Leírásáról, amelyet Trenk Ferenc birtokainak a 18. század közepén történt lefoglalásakor készítettek, megtudhatjuk, hogy a kastély egyszintes épület volt, az emeleten tíz szobával, a földszinten pedig hét szoba konyhával. Részben falazott, részben fa építésű volt. A falazott rész alatt pince húzódott. Ebből az épületből mára nagyon kevés maradt. Kápolnáját a Szent Kereszt tiszteletére szentelték, de a 19. században ezt is átépítették, bár barokk jellemzőit megőrizte. 1860-ig a plébániatemplom szerepét is betöltötte. A kápolna belsejét a gróf Khuen-Belasi család sírboltjával a második világháború után elpusztították. 1751-ben a kastély a szlavniczai Sándor családé lett, akik jelentősen átépítették. A kastély mai nyugati szárnya döntően ebből az időből származik. A Khuen-Belasi család 1782-ben házassággal került a kastély birtokába. A kastély végleges formáját a 19. század utolsó negyedében nyerte el, amikor a kastély déli szárnyát a historizmus szellemében megépítették, a déli szárny és a templom között pedig összekötő folyosót építettek. A déli szárny a bejárati kapuzattal szemben 1878 és 1881 között létesült, elhelyezésének és méreteinek köszönhetően a kastély fő részévé vált. A kis kastély 1881 után épült, Möller István építész tervei szerint, valószínűleg Khuen IV. Antal gróf elképzelései szerint. A család 1944-ig élt a kastélyban. A második világháború után az épületet államosították és különböző célokra használták. 
A kastélyt egykor pompázatos park vette körül, melyet már 1736-ban említenek. A birtok 1746-os leírásából megtudhatjuk, hogy mérete 140-szer 130 méteres volt, közepén falazott pavilonnal, mellette kúttal. A kastélyt és a kápolnát a 18. században magas fal övezte, amelyen belül a kert volt. A barokk kert területe körülbelül három hektár volt. A parkot a 19. században nyugati irányban kiterjesztették. A park harmadik változása minden bizonnyal a 19. század végén és a 20. század elején történt. Valószínűleg ebből az időből származnak a teniszpálya, a szobrok, a márvány virágcserepek, a bejárati oroszlánfigurák a tó és egy hippodrom a lovagláshoz. 

## Mai állapota
Ma a kastély három részből, nyugati szárnyból, a kápolnából (keleti szárny) és déli szárnyból áll. A kastély különlegessége, hogy a horvát kastélyépítészet, a közép-európai kastélyépítészet és a népi építészet hagyományainak szokatlan kombinációja. Egyesek ezt a stílust „populista romantikának” hívják. A kastély homlokzata az udvar és a park felé verandával van kialakítva. A kastély és környezete ma eléggé lepusztult állapotban van.